# Muscisaxicola albilora
Muscisaxicola albilora là một loài chim trong họ Tyrannidae.